# Challis (Idaho)
La ville de Challis est le siège du comté de Custer, situé dans l'Idaho, aux États-Unis.

## Démographie
| 1880 | 1890 | 1910 | 1920 | 1930 | 1940 |
| ---- | ---- | ---- | ---- | ---- | ---- |
| 614  | 356  | 338  | 484  | 418  | 620  |

| 1950 | 1960 | 1970 | 1980 | 1990  | 2000 |
| ---- | ---- | ---- | ---- | ----- | ---- |
| 728  | 732  | 784  | 758  | 1 073 | 909  |

| 2010  | - | - | - | - | - |
| ----- | - | - | - | - | - |
| 1 081 | - | - | - | - | - |

Elle comptait 1 081 habitants lors du recensement de 2010.